# Margaret Fitts
Margaret Fitts (Los Angeles, 15 novembre 1923 – Rancho Santa Fe, 17 luglio 2011) è stata una sceneggiatrice e autrice televisiva statunitense.

## Biografia
Margaret "Peggy" Fitts nata e cresciuta a Los Angeles, ha frequentato la Westlake School. In seguito si è laureata alla Stanford University nel 1945. 
Nel 1949 esordisce al cinema con la sceneggiatura del film Primavera di sole diretto da Richard Thorpe. 
Nel 1956 scrisse la novella The King and Four Queens da cui verrà realizzato il lungometraggio omonimo.

## Filmografia parziale

### Cinema
- Primavera di sole, regia di Richard Thorpe (1949)
- Stars in My Crown, regia di Jacques Tourneur (1950)[2]
- Talk About a Stranger, regia di David Bradley (1952)
- City Story, regia di William Beaudine (1954) mediometraggio
- Il covo dei contrabbandieri, regia di Fritz Lang (1955)
- Un re per quattro regine (The King and Four Queens), regia di Raoul Walsh (1956)

### Televisione
- The Ford Television Theatre (1955) 2 episodi - serie TV
- The Adventures of Jim Bowie (1956-1958) 6 episodi - serie TV
- Le grandi fiabe (Shirley Temple's Storybook) (1958) 2 episodi - serie TV